# Aérodrome de Chaghcharan
Pour les articles homonymes, voir CCN.
L’aérodrome de Chaghcharan (code IATA : CCN • code OACI : OACC) dessert la ville de Chaghcharan dans la province de Ghor, en Afghanistan.

## Situation
L'aérodrome est situé au nord et à l'ouest de la rivière Hari Rod, à environ 1,5 kilomètre au nord-est de Chakhcharan, à 246 kilomètres à l'est de Hérat et 315 kilomètres de Kaboul. Du fait de l'absence de réseau ferré et de l'insuffisance de réseau routier, ce terrain comme de nombreux autres a été construit pour assurer le transport de fret et de passagers. La piste est située en zone montagneuse, et semble disposer d'un bon drainage naturel.
Hormis sa piste, l'aérodrome ne dispose d'aucune infrastructure, même s'il est possible de se ravitailler en carburant. Tous les commandants de bord désirant de rendre à, ou partir de, Chaghcharan doivent au préalable en faire la demande par Prior Permission Request (PPR).

## Compagnies aériennes et destinations
- Néant